# Hoischen Technisches Zeichnen

Bild von Hoischen - Hesser Technisches Zeichnen 32. Auflage

Der Hoischen Technisches Zeichnen ist ein Standardwerk für alle Belange des technischen Zeichnens. Erstmals erschienen in den 1940er Jahren, werden in diesem Buch Grundlagen des technischen Zeichnens, die zugehörigen Normen, Beispiele zur Zeichnungserstellung und Anwendungen der darstellenden Geometrie erläutert. Das Buch wird übergreifend in der Ausbildung von Schulen bis hin zum ingenieurwissenschaftlichen Studium, aber auch als Nachschlagewerk von Praktikern verwendet. Durch regelmäßige Neuauflagen werden Änderungen auf dem Normensektor und auch die zunehmende CAD-Erstellung von technischen Zeichnungen berücksichtigt.
Das Werk wurde von Hans Hoischen, zuletzt Professor für Maschinenbau an der Fachhochschule Düsseldorf, mehr als drei Jahrzehnte fachlich betreut. Nach Hoischens Tod im Januar 2002 übernahm Wilfried Hesser, Inhaber der Professur für Normenwesen und Maschinenzeichnen/CAD der Helmut-Schmidt-Universität/Universität der Bundeswehr Hamburg, ab der 30. Auflage die Bearbeitung des Hoischen bis zur 33. Auflage. Die Auflagen ab 2014 wurden von Andreas Fritz, Professor an der Fakultät Maschinen und Systeme der Hochschule Esslingen, überarbeitet und erweitert.

## Ausgaben und Unterschiede
Im Laufe der Jahre hat sich der Inhalt des Hoischen verändert und der veränderten Technologie des technischen Zeichnens angepasst. Während die 22. Auflage von 1988 aus insgesamt 12 Abschnitten inklusive Anhang bestand und CAD/CAM damals noch Teil des Anhangs war, gliedern sich die Ausgaben ab 2005 in 13 Abschnitte plus Anhang. Die 38. Auflage enthält folgende Abschnitte:
1. Einführung
2. Normgerechtes Darstellen und Bemaßen der Grundkörper und einfacher Werkstücke, räumliches Vorstellen
3. Ansichten, Schnittdarstellungen, Gewinde, Oberflächenangaben, Lesen und Verstehen von Zeichnungen
4. Normgerechte Maßeintragung
5. Gesamtzeichnungen, Stücklisten, Schriftfelder
6. Geometrische Produktspezifikationen, Grenzmaße, Toleranzen, Passungen und zugehöriges ISO-System
7. Darstellende Geometrie
8. Normung
9. Normteile und Maschinenelemente
10. Fertigungsgerechtes Gestalten und Bemaßen
11. Schaltzeichen, Symbole und Schaltpläne
12. CAD/CAM
13. Gesamtbehandlungsbeispiele und Tests

In der 22. Auflage war der 13. Abschnitt noch Teil des Anhangs.
Seit der 38. Auflage wird das Standardwerk neben der gedruckten Ausgabe auch als E-Book (inkl. 3D-PDFs) angeboten.
| Ausgabe     | Jahr           | Abschnitte          | Seiten |
| ----------- | -------------- | ------------------- | ------ |
| 1. Auflage  | Frühjahr 1944  |                     |        |
| 2. Auflage  | Herbst 1944    |                     |        |
| 3. Auflage  | 1945           |                     |        |
| 4. Auflage  | 1949           |                     | 144    |
| 5. Auflage  | 1954           |                     |        |
| 6. Auflage  | 1960           |                     | 247    |
| 7. Auflage  | 1964           |                     | 287    |
| 8. Auflage  | 1968           |                     | 304    |
| 9. Auflage  | 1969           |                     | 304    |
| 10. Auflage | 1970           |                     | 304    |
| 11. Auflage | 1971           |                     | 304    |
| 12. Auflage | 1972           |                     | 321    |
| 13. Auflage | 1973           |                     | 321    |
| 14. Auflage | 1974           | 12                  | 344    |
| 15. Auflage | 1975           |                     | 368    |
| 16. Auflage | 1976           | 12                  | 416    |
| 17. Auflage | 1978           |                     | 424    |
| 18. Auflage | 1980           | 12                  | 432    |
| 19. Auflage | 1982           |                     | 441    |
| 20. Auflage | 1984           |                     | 449    |
| 21. Auflage | 1986           | 12                  | 450    |
| 22. Auflage | 1988           | 12 inklusive Anhang | 451    |
| 23. Auflage | 1990           |                     | 449    |
| 24. Auflage | Nachdruck 1993 | 12                  | 450    |
| 25. Auflage | 1994           |                     | 449    |
| 26. Auflage | Nachdruck 1996 | 12                  | 450    |
| 27. Auflage | Nachdruck 1998 |                     | 450    |
| 28. Auflage | 2000           | 12                  | 450    |
| 29. Auflage | 2003           | 12                  | 450    |
| 30. Auflage | September 2005 | 13 exklusive Anhang | 464    |
| 31. Auflage | September 2007 | 13 exklusive Anhang | 490    |
| 32. Auflage | August 2009    | 13 exklusive Anhang | 496    |
| 33. Auflage | September 2011 | 13 exklusive Anhang | 493    |
| 34. Auflage | März 2014      | 13 exklusive Anhang | 512    |
| 35. Auflage | Februar 2016   | 13 exklusive Anhang | 512    |
| 36. Auflage | Februar 2018   | 13 exklusive Anhang | 528    |
| 37. Auflage | Februar 2020   | 13 exklusive Anhang | 546    |
| 38. Auflage | Februar 2022   | 13 exklusive Anhang | 568    |
| 39. Auflage | März 2024      | 13 exklusive Anhang | 568    |